# Ancylorhynchus orientalis
Ancylorhynchus orientalis là một loài ruồi trong họ Asilidae. Ancylorhynchus orientalis được Shi miêu tả năm 1995. Loài này phân bố ở vùng Cổ Bắc giới và châu Á.